# Lijst van weg- en veldkapellen in Friesland
Dit is een onvolledige lijst van veldkapellen in de provincie Friesland. Veldkapellen komen vooral in het zuiden van Nederland voor en werden dikwijls gebouwd ter verering van een heilige. In andere delen van Nederland zijn ze zeldzamer.
| Kapel                                | Adres                  | Plaats     | Bouwperiode      | Architect           | Foto |
| ------------------------------------ | ---------------------- | ---------- | ---------------- | ------------------- | ---- |
| H. Bonifatiuskapel (Bedevaartskapel) | Bronlaan 12            | Dokkum     | 1934             | Hendrik Willem Valk |      |
| Sint-Vituskapel (Kerkhofkapel)       | Harlingerstraatweg 130 | Leeuwarden | Ca. 1900 en 2006 |                     |      |